# Woodman (Wisconsin)
Woodman es una villa ubicada en el condado de Grant en el estado estadounidense de Wisconsin. En el Censo de 2010 tenía una población de 132 habitantes y una densidad poblacional de 215,04 personas por km².

## Geografía
Woodman se encuentra ubicada en las coordenadas 43°5′33″N 90°47′49″O / 43.09250, -90.79694. Según la Oficina del Censo de los Estados Unidos, Woodman tiene una superficie total de 0.61 km², de la cual 0.61 km² corresponden a tierra firme y (0%) 0 km² es agua.

## Demografía
Según el censo de 2010, había 132 personas residiendo en Woodman. La densidad de población era de 215,04 hab./km². De los 132 habitantes, Woodman estaba compuesto por el 93.18% blancos, el 1.52% eran afroamericanos, el 1.52% eran amerindios, el 0% eran asiáticos, el 0% eran isleños del Pacífico, el 0% eran de otras razas y el 3.79% pertenecían a dos o más razas. Del total de la población el 3.03% eran hispanos o latinos de cualquier raza.